# Mežotnes pagasts
Mežotnes pagasts er en territorial enhed i Bauskas novads i Letland. Pagasten havde 1.790 indbyggere i 2010 og omfatter et areal på 75,32 kvadratkilometer. Hovedbyen i pagasten er Mežotne.